# متسنغموجي
متسنغموجي هي بلدية فرنسية في إقليم مايوت الخارجي في المحيط الهندي.